# 帝国音楽院
帝国音楽院（ていこくおんがくいん、独: Reichsmusikkammer）は、第三帝国時代のドイツで、国家社会主義に基づいて音楽を振興し、また抑圧と強制的同一化を行った機関。

## 成立
第三帝国では音楽は視覚芸術やラジオ・映画などの新しいメディアとともに国家社会主義の政策の道具として利用された。知識人や芸術家はナチス・ドイツの代表としての機能を果たすためイデオロギー的に統制される必要があった。そのため知識人や芸術家をコントロールする機関が創設されることとなった。
1933年9月22日、文化面での強制的同一化を行ういわゆる「帝国文化院法」が制定された。これにより国民啓蒙宣伝大臣ヨーゼフ・ゲッベルスを長とする「帝国文化院」が創設され、その下に帝国映画院、帝国音楽院、帝国造形芸術院、帝国演劇院、帝国文学院、帝国新聞院、帝国ラジオ院の7つの部局が設けられた。帝国文化院には25万人が所属して、ドイツの文化生活を担うこととなった。

## 役割
帝国音楽院の使命は世界にドイツ音楽の優位性を示すことであった。ルートヴィヒ・ヴァン・ベートーヴェンやリヒャルト・ワーグナーの音楽は国民社会主義のイデオロギーで解釈されることとなった。それ以外に好まれた作曲家として、ヨハン・ゼバスティアン・バッハ、ヴォルフガング・アマデウス・モーツァルト、フランツ・ヨーゼフ・ハイドン、アントン・ブルックナー、ヨハネス・ブラームスなどがおり、現代作曲家ではヴェルナー・エックやカール・オルフが評価された。
ナチス・ドイツでは「ドイツ音楽」と「退廃音楽」が厳格に区別され、帝国音楽院ではユダヤ系ドイツ人と外国人の影響を受けた音楽の排除も目標とされた。ナチスの思想と合致しないために好ましくないとされた作曲家にはアルバン・ベルク、ハンス・アイスラー、パウル・デッサウ、エルンスト・クルシェネクらがいる。グスタフ・マーラー、アルノルト・シェーンベルク、フェリックス・メンデルスゾーンらはユダヤ系であるために排除された。帝国文化院から排除されるということは上演禁止を意味していた。音楽家はアーリア人であることと、堕落した現代音楽すなわち「文化ボルシェヴィズム」ではないことを証明しなければならなかった。多くのオーケストラの団員や大学の教員たちが解雇され、彼らの大部分は亡命し、少数の者が国家社会主義に適応しようとした。
1938年5月にはデュッセルドルフで帝国音楽週間が開催される一方、ユダヤ人音楽やシェーンベルクの十二音技法など非ドイツ的とされる音楽をリストアップして「退廃音楽展」が開かれた。
軽音楽とダンスミュージックは盛んであった。ラジオの放送時間の多くは音楽番組で、これはリスナーの好みに合った娯楽と戦争からの気晴らしを提供する目的であった。リスナーの需要に合わせてジャズは容認されていたが、アメリカ合衆国のジャズは「黒人音楽」として禁止され、アーヴィング・バーリンやエゴン・ウェルのポピュラー音楽も同様に禁止された。帝国音楽院の禁止リストはさらに拡張され、敵国の作曲家や外国人の演奏家もリストに加わった。しかし独ソ不可侵条約を結んでいる期間は時折ピョートル・チャイコフスキーやセルゲイ・プロコフィエフなどロシア人の曲が演奏されることがあった。

## 組織
帝国音楽院は一方で音楽家たちの労働条件を改善するスポンサーであり、一方で音楽家に対する統制機関であった。ナチスは帝国音楽院の総裁に著名な作曲家のリヒャルト・シュトラウスを、副総裁に国際的な指揮者のヴィルヘルム・フルトヴェングラーを任命した。リヒャルト・シュトラウスはユダヤ人である息子の妻と孫たちを守るためにその地位を受け入れ、沈黙した。しかし1935年、リヒャルト・シュトラウスはユダヤ人シュテファン・ツヴァイクが台本を担当したオペラ『無口な女』を上演したことで、ナチスから攻撃された。彼はその後総裁を辞任するが、ドイツに残ったため、戦後批判を受けた。一方副総裁のフルトヴェングラーも1934年にヒンデミット事件で辞職に追い込まれた。シュトラウスとフルトヴェングラーの後任は、総裁がペーター・ラーベ、副総裁がパウル・グレーナーであった。しかしラーベはゲッベルスと対立し1938年に辞任を申し出たものの、慰留された。グレーナーは1941年に辞任し、作曲家ヴェルナー・エックが副総裁の地位を引き継いだ。ただし、第二次世界大戦中に帝国音楽院を実質的に指導していたのは、宣伝省音楽局長で指揮者のハインツ・ドレーヴェスであった。

## 文献
- Ihler, Heinz: Die Reichsmusikkammer. Ziele, Leistungen und Organisation. Berlin 1935.
- Schrieber, Karl-Heinz: Musikrecht. Sammlung der für die Reichsmusikkammer geltenden Gesetze und Verordnungen. Berlin, 1936.
- Prieberg, Fred K.: Musik im NS-Staat. Frankfurt am Main, 1982.
- Heister, Hanns-Werner/ Klein Hans-Günter: Musik und Musikpolitik im faschistischen Deutschland. Frankfurt/Main 1984.
- Kater, Michael H.: Die mißbrauchte Muse - Musiker im Dritten Reich. München, 1998.
- Wulf, Joseph: Musik im Dritten Reich. Eine Dokumentation. Reinbek, 1966.